# Кружни аргумент
Кружни аргумент (лат. Circulus in probando - круг у тесту) или парадоксално размишљање или кружна логика је логичка грешка која настаје када аргумент почиње претпоставком која је уједно и закључак тог аргумента. Другим речима, у премисама се као претпоставка износи управо оно што се у ствари доказује. Сам кружни аргумент може бити валидан уколико су закључак истинит и премисе истините.
Аргумент који се базира на овој грешци има форму:
- Премиса: P је тачно због Q.
- Премиса : Q је тачно због P.
- Закључак: P је тачно.

Ова логичка грешка се често меша са грешком захтева питање.

## Примери
- Кружни аргумент није тачан због тога што је нетачан.

Приемер само једне премисе која је и закључак.
- Библија је божја реч, јер нам тако каже Библија.

Не може се користити исти извор и за премису и за доказ.
- Морално понашање се дефинише као понашање које је морално.

А неморално као понашање које је неморално.